# Lhuis
Lhuis (frankoprovansalsko Lués) je naselje in občina v jugovzhodnem francoskem departmaju Ain regije Rona-Alpe. Leta 1999 je naselje imelo 742 prebivalcev.

## Geografija
Kraj se nahaja v pokrajini Bugey 75 km jugovzhodno od središča departmaja Bourga.

## Administracija
Lhuis je sedež istoimenskega kantona, v katerega so poleg njegove vključene še občine Bénonces, Briord, Groslée, Innimond, Lompnas, Marchamp, Montagnieu, Ordonnaz, Saint-Benoît, Seillonnaz in Serrières-de-Briord s 4.496 prebivalci. 
Kanton je sestavni del okrožja Belley.

## Zanimivosti
- romanska cerkev Marijinega Vnebovzetja; francoski zgodovinski spomenik.